# 東海大學附屬高級中等學校小學部
東海大學附屬高級中等學校小學部（簡稱東大附中小學部、東大附小），是台灣台中市一所私立小學，位於西屯區台灣大道上，東海大學校內。全校共有32班，一到二年級每年級都有6班，分為：忠、孝、仁、愛、和、樂，而三到六年級有5班分為：忠、孝、仁、愛、樂。

## 沿革
- 1955年，中國基督教大學聯合董事會在台創立東海大學。
- 1956年春季，成立東海大學附設小學和幼兒園，校長由大學校長兼任，校舍七間，學生30餘人。
- 1958年，第一屆畢業生僅有8人，其後因應社會需求逐年增至24班，幼稚園6班。
- 2002年，東海大學設立教育學程，更名為東海大學附屬小學，設專任校長1人。
- 2008年，3、5年級的樂班改成音樂增能班。
- 2009年，3－6年級之樂班均改為音樂增能班。
- 2011年8月，併入東海大學附屬實驗高級中學，改為東海大學附屬實驗高級中學小學部，原校長改為小學部部主任。
- 2017年8月，更名為「財團法人東海大學附屬高級中等學校小學部」。

## 歷任首長
東大附小校長
1. 簡素娟：2002年－2003年2月
2. 黃家懋：2003年2月－2007年8月
3. 李春香：2007年8月－2011年8月
4. 陳世佳：2011年8月－2013年8月
5. 鍾興能：2013年8月－目前

東大附中小學部主任
1. 李春香：2011年8月－2012年8月
2. 林彩碧：2012年8月－離職
3. 鍾興能：2011年8月－2013年8月
4. 彭永芳：2014年8月－2017年8月
5. 白美芳：2019年8月－目前

## 校歌
- 附小同仁 詞
- 呂華恩 曲

美哉台中 文化高，東大附小 在西郊；

環境優美 設備新，培育健全 小英豪；

莘莘兒童 聚一堂，沐浴春風 樂陶陶；

教忠教孝 教仁義，基督博愛 應記牢；

活潑身心 勤鍛鍊，五育並進 有目標；

東海精神 正發揚，愛國榮譽 我做到。

## 外部連結
- 東大附小 （页面存档备份，存于）（繁體中文）